# 라우다 항공 004편 추락 사고
라우다 항공 004편 추락 사고(영어: Lauda Air Flight 004)는 홍콩 국제공항을 출발하여 중간에 태국의 방콕 돈므앙 국제공항을 거쳐 오스트리아의 빈 국제공항에 도착할 예정이었으나 1991년 5월 26일 방콕의 돈므앙 국제공항에서 이륙한 지 얼마 못가 보잉 767-300ER의 1번째 엔진이 역추진으로 작동하게 되면서, 기체가 실속 및 공중 분해되어 태국의 한 정글 지대에 추락, 탑승자 223명이 사망하는 항공 사고이다. 이 사고는 1991년 당시 보잉 767 역사상 최악의 항공 사고이자 가장 큰 인명 피해를 가진 항공 사고로 치명적인 사고 규모로는 최대치이며, 손실 기록 역사상 3번째에 해당된다. 이 사고 여객기에는 방콕에서 88명의 승객을, 홍콩에서 125명의 승객을 각각 탑승하고 있는 것으로 전해졌다.

## 탑승자 명단
항공기에 탑승한 탑승자 명단은 다음과 같다.
| 국적           | 승객 | 승무원 | 소계 |
| -------------- | ---- | ------ | ---- |
| 오스트리아     | 74   | 9      | 83   |
| 홍콩           | 52   | -      | 52   |
| 태국           | 39   | -      | 39   |
| 이탈리아       | 10   | -      | 10   |
| 스위스         | 7    | -      | 7    |
| 중화인민공화국 | 6    | -      | 6    |
| 독일           | 4    | -      | 4    |
| 포르투갈       | 3    | -      | 3    |
| 중화민국       | 3    | -      | 3    |
| 유고슬라비아   | 3    | -      | 3    |
| 미국           | 2    | 1      | 3    |
| 헝가리         | 2    | -      | 2    |
| 필리핀         | 2    | -      | 2    |
| 영국           | 2    | -      | 2    |
| 오스트레일리아 | 1    | -      | 1    |
| 브라질         | 1    | -      | 1    |
| 폴란드         | 1    | -      | 1    |
| 튀르키예       | 1    | -      | 1    |
| 소계           | 213  | 10     | 223  |

## 같이 보기
- 아자 트랜스포트 2241편(영어판)
- TAM 항공 402편 이륙 실패 사고(영어판)
- 퍼시픽 웨스턴 항공 314편 착륙 실패 사고(영어판)

## 참고 문헌
- Accident Report – Lauda Air Flight 004( 보관됨 2011-06-07 - 웨이백 머신) – Aircraft Accident Investigation Committee, Ministry of Transport and Communications Thailand, Prepared for World Wide Web usage by Hiroshi Sogame (十亀 洋 Sogame Hiroshi), a member of the Safety Promotion Committee (総合安全推進 Sōgō Anzen Suishin) of All Nippon Airways
- Aircraft, Volume 71. Royal Aeronautical Society Australian Division, 1991.
- Chiles, James R. Inviting Disaster. HarperCollins, 8 July 2008. ISBN 0061734586, 9780061734588.
- Job, Macarthur. Air Disaster, Volume 2. Aerospace Publications, 1996. ISBN 1875671196, 9781875671199.
- Parschalk, Norbert and Bernhard Thaler. Südtirol Chronik: das 20. Jahrhundert. Athesia, 1999.

## 추가 자료
- Gilbert, Andy. "Lauda Air". South China Morning Post. Thursday 26 May 1994.
- Aviation Week & Space Technology. 3 June 1991 (32), 10.06.91 (28–30)